# Natasha Wightman
Natasha Wightman est une actrice britannique.

## Biographie
Elle a étudié à l'Elmhurst Ballet and Theatre School de Camberley. Elle a joué au cinéma, notamment le rôle de Valerie Page dans V pour Vendetta, et à la télévision, ainsi qu'au théâtre, notamment les rôles de Rosalinde dans Comme il vous plaira, de Ruth dans L'esprit s'amuse et d'Anne Neville dans Richard III. 

## Filmographie

### Cinéma
- 2001 : Revelation : Mira
- 2001 : Gosford Park : Lavinia Meredith
- 2005 : Rebelle Adolescence : Rose
- 2006 : V pour Vendetta : Valerie Page

### Télévision
- 2001 : Le Crime de l'Orient-Express (téléfilm) : Mary Debenham
- 2003 : Jeux de pouvoir (mini-série) : Sheena Gough